# Procecidochares blanci
Procecidochares blanci es una especie de insecto del género Procecidochares de la familia Tephritidae del orden Diptera.
 Goeden y Allen L.Norrbom la describieron en 2001.
Se encuentra en Estados Unidos.